# جفنه علم الغزل (أغنية)
جفنه علم الغزل هي أغنية عربية من تأليف بشارة الخوري (شاعر) وألحان وغناء محمد عبد الوهاب، تم إنتاجها عام 1933م.

## عن الأغنية
كانت الأغنية إحدى أغاني فيلم الوردة البيضاء، وهو أول فيلم يمثله محمد عبد الوهاب، وثاني الأفلام المصرية الغنائية بعد فيلم أنشودة الفؤاد.
كان عبد الوهاب يسجّل أغاني فيلم الوردة البيضاء في برلين وانتهى منه من ذلك ثم غادر معظم العازفين إلى مصر، فوردت إليه رسالة من بشارة الخوري تحمل قصيدتي «جفنه علم الغزل» و «الهوى والشباب»، وعندما قرأهما لحنهما وقرر أن تكون قصيدة «جفنه علم الغزل» إحدى أغاني الفيلم ولحنت في بضع ساعات على إيقاع الرومبا ومفام العجم وتم تسجيلها في يوم واحد وتم التسجيل مع عازفين قلائل، حمل محمد عبد الوهاب الأسطوانة وسافر إلى باريس حيث يجري المخرج محمد كريم المونتاج على الفيلم وأصر عبد الوهاب على أن تكون هذه الأغنية في الفيلم وتم تصويرها في حديقة بباريس وأداها محمد عبد الوهاب في أثناء التصوير بتحريك الشفتين.

## كلمات الأغنية
جفنه علم الغزل ومن العلم ما قتل
فحرقنا نفوسنا في جحيمٍ من القُبَل
ونَشَدنا ولم نزل حُلُمَ الحبِّ والشباب
حُلُمَ الزهرِ والندى حُلُمَ اللهوِ والشراب
هاتِها من يدِ الرضى جرعةً تبعثُ الجنون
كيفَ يشكو من الظما من له هذه العيون
يا حبيبي أكلما ضمّنا للهوى مكان
أشعلوا النارَ حولنا فغدونا لها دخان
قُل لمن لامَ في الهوى هكذا الحبُّ قد أمرْ
إن عشقنا فعذرُنا أنّ في وجهنا نظرْ